# Kate Haywood
Kate Haywood (ur. 1 kwietnia 1987 r. w Grimsby) – brytyjska pływaczka.

## Kariera sportowa
Jest zawodniczką klubu akademickiego Loughborough University SC.